# Месје 101
Месје 101 (М101) је спирална галаксија у сазвежђу Велики медвед која се налази у Месјеовом каталогу објеката дубоког неба.
Деклинација објекта је + 54° 20' 58" а ректасцензија 14h 3m 12,4s. Привидна величина (магнитуда) објекта М101 износи 7,5 а фотографска магнитуда 8,2. Налази се на удаљености од 6,997 милиона парсека од Сунца. М101 је још познат и под ознакама .